# Згурицький яр
Згурицький яр (рум. Râpa Zgurița) — геологічна або палеонтологічна пам'ятка природи в Дрокійському районі, Молдова. Розташований на північ від села Згуриця. Має площу 15 га. Об'єкт перебуває у віданні примарії села Згуриця.